# Akademier och lärda samfund i Tyskland
Akademier och lärda samfund i Tyskland. Av de tyska akademierna är den äldsta den som 1652 grundades i Schweinfurt, därefter funnits på olika platser och sedan 1878 har sitt säte i Halle an der Saale i nuvarande Sachsen-Anhalt. Den kallas Leopoldina, eftersom den erhöll privilegier av tyske-romerske kejsaren Leopold I (reg. 1658-1705).
Näst äldst och samtidigt yngst är den nuvarande Berlin-Brandenburgische Akademie der Wissenschaften som den sedan 1993 heter, vilken utgör fortsättningen på den brandenburgiska akademi som på initiativ från Gottfried Wilhelm von Leibniz grundades av Fredrik I av Preussen (då ännu endast kurfurste av Brandenburg).
De akademier som idag finns i Tyskland är följande:
- Deutsche Akademie der Naturforscher Leopoldina zu Halle, grundad 1652
- Berlin-Brandenburgische Akademie der Wissenschaften, sedan 1993, vars föregångare är:
  - Kurfürstlich-Brandenburgische Akademie der Wissenschaften, grundad 1700
  - Königlich-Preußische Akademie der Wissenschaften, från 1812
  - Deutsche Akademie der Wissenschaften zu Berlin, från 1946 och från 1972 Akademie der Wissenschaften der DDR
  - Akademie der Wissenschaften der DDR (AdW), 1972-1991
- Akademie der Wissenschaften zu Göttingen, grundad 1751
- Bayerische Akademie der Wissenschaften, grundad 1759
- Heidelberger Akademie der Wissenschaften, grundad 1763, då med namnet Kurpfälzische Akademie
- Sächsische Akademie der Wissenschaften zu Leipzig, grundad 1846
- Akademie der Wissenschaften und der Literatur, Mainz, grundad 1949
- Nordrhein-westfälische Akademie der Wissenschaften zu Düsseldorf, grundad 1970
- (Königliche) Akademie Gemeinnütziger Wissenschaften i Erfurt, grundades 1754, tvingades 1945 upphöra med sin verksamhet, men återupplivades 1990.